# Rissoina fischeri
Rissoina fischeri är en snäckart som beskrevs av Dennis E. Desjardin 1949. Rissoina fischeri ingår i släktet Rissoina och familjen Rissoidae. Inga underarter finns listade i Catalogue of Life.